# Арапова, Татьяна Борисовна
Татьяна Борисовна Арапова (род. 17 ноября 1938, Ленинград) — советский российский искусствовед, японист, синолог, кандидат искусствоведения, ведущий научный сотрудник сектора Дальнего Востока Государственного Эрмитажа.

## Биография
Татьяна Борисовна Арапова родилась 17 ноября 1938 г. в Ленинграде в семье композитора Б. А. Арапова. В 1956 г. поступила на исторический факультет Ленинградского государственного университета.
С 1961 г. по 1965 г. — экскурсовод научно-просветительского отдела Государственного Эрмитажа.
С 1965 г. — научный сотрудник отдела Востока Государственного Эрмитажа, хранитель китайского и японского фарфора, китайского экспортного искусства.
В 1974 г. в Институте истории искусства Министерства культуры СССР защитила кандидатскую диссертацию «Китайский фарфор конца XIV — первой трети XVIII века».
С 1994 года член международной ассоциации по изучению восточной керамики, (Oriental Ceramic Society, London), с 2021 года почетный член.
Участвовала в программе Радио России «Путешествие в Эрмитаж», в передаче «Космос в чайной чашке», посвященной японской керамике раку.

## Научная деятельность
Научная активность Т. Б. Араповой была с самого начала тесно связана с эрмитажными восточными коллекциями. Начиная с кандидатской диссертации, исследователь строит научный процесс на работе с восточными фондами музея. Подавляющее большинство публикаций — статьи, каталоги выставок — прямо или косвенно связаны с отделом Дальнего Востока Эрмитажа. Объектами исследования становились китайский фарфор, расписные эмали, флаконы для нюхательного табака, китайская архитектурная керамика — черепица, детали архитектурного декора. В работе «Китайский фарфор в собрании Эрмитажа: конец XIV — первая треть XVIII века» (1977), развивающее положения кандидатской диссертации, дается исторический обзор производства фарфора в Китае при династиях Юань (1271—1368) и Мин (1368—1644), анализируются состав фарфоровой массы, формы сосудов, качество и количество произведенных вещей, которое, как считает автор, зависели от внутренней ситуации в стране.
В силу того, что Т. Б. Араповой приходилось работать не только с китайскими коллекциями, которые изначально были предметом её научных изысканий, но и японскими, в сферу её научных интересов вошло и японское искусство — керамика сацума и раку, миниатюрные чайники для чая сэнтя и другие предметы декоративно-прикладного искусства Японии.

### Основные работы
- Китайский фарфор в собрании Эрмитажа: конец XIV — первая треть XVIII века: каталог. — Л.: Аврора, 1977. — 134, [1] с.
- Китайские расписные эмали: Собр. Гос. Эрмитажа. — М.: Искусство, 1988. — 289,[2] с.
- Китайские флаконы для нюхательного табака : каталог временной выставки. — СПб.: Гос. Эрмитаж, 1993. — 41 с.
- Дальневосточный фарфор в России, XVIII — нач. XX в.: Кат. выст. — СПб.: АО «Славия-Интербук», 1994. — 63,[1] с. (соавтор Т. В. Кудрявцева)
- Керамика Фанс Франк: [каталог выставки]. — СПб.: Гос. Эрмитаж, 1996. — 47 с.[1]
- Календарь — хранитель времени: античный календарь, восточный календарь, западный календарь, русский календарь: каталог выставки. — СПб.: Славия, 2000. — 158, [1] с.
- Китайское экспортное искусство из собрания Эрмитажа. Конец XVI—XIX в.: [кат. выставки]. — СПб.: Изд-во Гос. Эрмитажа, 2003. — 215 с.
- Фарфор и керамика Китая: из собрания Шанхайского музея. — СПб.: Изд-во Гос. Эрмитажа, 2007. — 35 с.
- Японская керамика Сацума в собрании Эрмитажа: каталог выставки. — СПб.: Изд-во Гос. Эрмитажа, 2009. — 166, [1] с. (соавтор А. А. Егорова)
- «Сосуд вечной радости»: японские миниатюрные чайники для чая сэнтя в собрании Эрмитажа: каталог выставки. — СПб.: Изд-во Гос. Эрмитажа, 2015. — 230, [1] с. (Соавтор А. А. Егорова)
- Керамика Раку: космос в чайной чашке: выставка из японских собраний: каталог. — СПб.: Изд-во Гос. Эрмитажа, 2015. — 326, [1] с.
- «Подарок созерцающим». Странствия Ибн Баттуты: каталог выставки. — СПб.: Изд-во Гос. Эрмитажа, 2015. — 511 с.[2]
- Керамика Исина в Эрмитаже IN BREVI. — СПб.: Изд-во Гос. Эрмитажа, 2023. — 47 с.